# Universo em Desencanto
Universo em Desencanto é uma coleção de 1 000 livros sobre o conhecimento da Cultura Racional, repassados por Raciocínio, pelo Racional Superior (habitante do Mundo Racional) ao seu emissário, o médium carioca Manuel Jacinto Coelho, a partir da década de 1930. Um conhecimento de retorno da humanidade ao seu "verdadeiro mundo de origem", o Mundo Racional, por meio de uma energia denominada de Energia Racional, que faria a ligação do ser humano ao Mundo Racional. A obra que aborda uma grande variedade de temas que vão desde cosmologia, metafísica, ecologia, linguística, teologia, OVNIS e discos voadores.

## História
A Cultura Racional foi fundada por Manuel Jacinto Coelho (1903-1991), considerado como o Racional Superior da Terra, na cidade do Rio de Janeiro. Em 4 de outubro de 1935 iniciou a elaboração da enciclopédia de Cultura Racional composta de 1 000 livros, intitulada Universo em Desencanto, e a concluiu em 6 de junho de 1990, composto em sua maior parte por fascículos de pouco menos de 10 páginas. Os livros foram divididos em cinco partes:
1. Obra, composta de 21 volumes;
2. Réplica, composta de 21 volumes;
3. Tréplica, composta de 21 volumes;
4. Histórico, composta de 934 volumes; e
5. Amarelões, composta de três volumes editados entre 1935 e 1938.

Os livros Universo em Desencanto se compõem de uma soma de mil volumes estruturados da seguinte forma:

### Os três livros da Obra Inicial
São três livros de capa dura amarela com os nomes de "Manoel Jacintho Coelho, Racional Superior e Amarelão (com 336, 352 e 152 páginas  respectivamente), escritos entre os anos de 1935 e 1938. Ali são expostos de forma resumida todos os conhecimentos da obra Universo em Desencanto da Cultura Racional.

### Os 21 livros da Obra Básica
Com a média de 300 páginas  em cada livro, a obra traz a descrição da formação do Universo, da Terra, da Vida, a evolução do mundo e seus componentes ao longo do tempo e o destino final de todos os seres existentes. Esses livros também discorrem sobre os mais diversos temas como: o relacionamento entre os seres humanos, as sociedades e a natureza, filosofias, religiões, comportamentos, ideias, conceitos, processos mentais como pensamento, imaginação e raciocínio, além de trazer uma nova explicação sobre discos voadores e extraterrestres.

### Os 21 livros da Réplica
São livros com cerca de 150 páginas que respondem  a possíveis dúvidas que possam surgir após a leitura dos livros anteriores.

### Os 21 livros da Tréplica
Assim como na Réplica, o seu objetivo é sanar dúvidas, já que, segundo seu autor, "por ser um assunto totalmente desconhecido de todos é preciso e muito necessário uma infinidade de repetições e comparações, para todos terem um brilhante, positivo e consciente conhecimento (...)". Também possuem cerca de 150 páginas cada livro.

### Os 934 livros do Histórico ou Fascículos
Com livros que variam de 10 a 150 páginas (os fascículos com menos páginas são a maior parte dessa seleção), o Histórico é a complementação da Cultura Racional, em que novos assuntos e definições são tratados e estudados.